# Santa Cruz (Zambales)
Pour les articles homonymes, voir Santa Cruz.
Santa Cruz est une ville de 2e classe située dans la province de Zambales aux Philippines. Selon le recensement de 2010 elle est peuplée de 53 867 habitants.

## Barangays
San Narciso est divisée en 26 barangays.

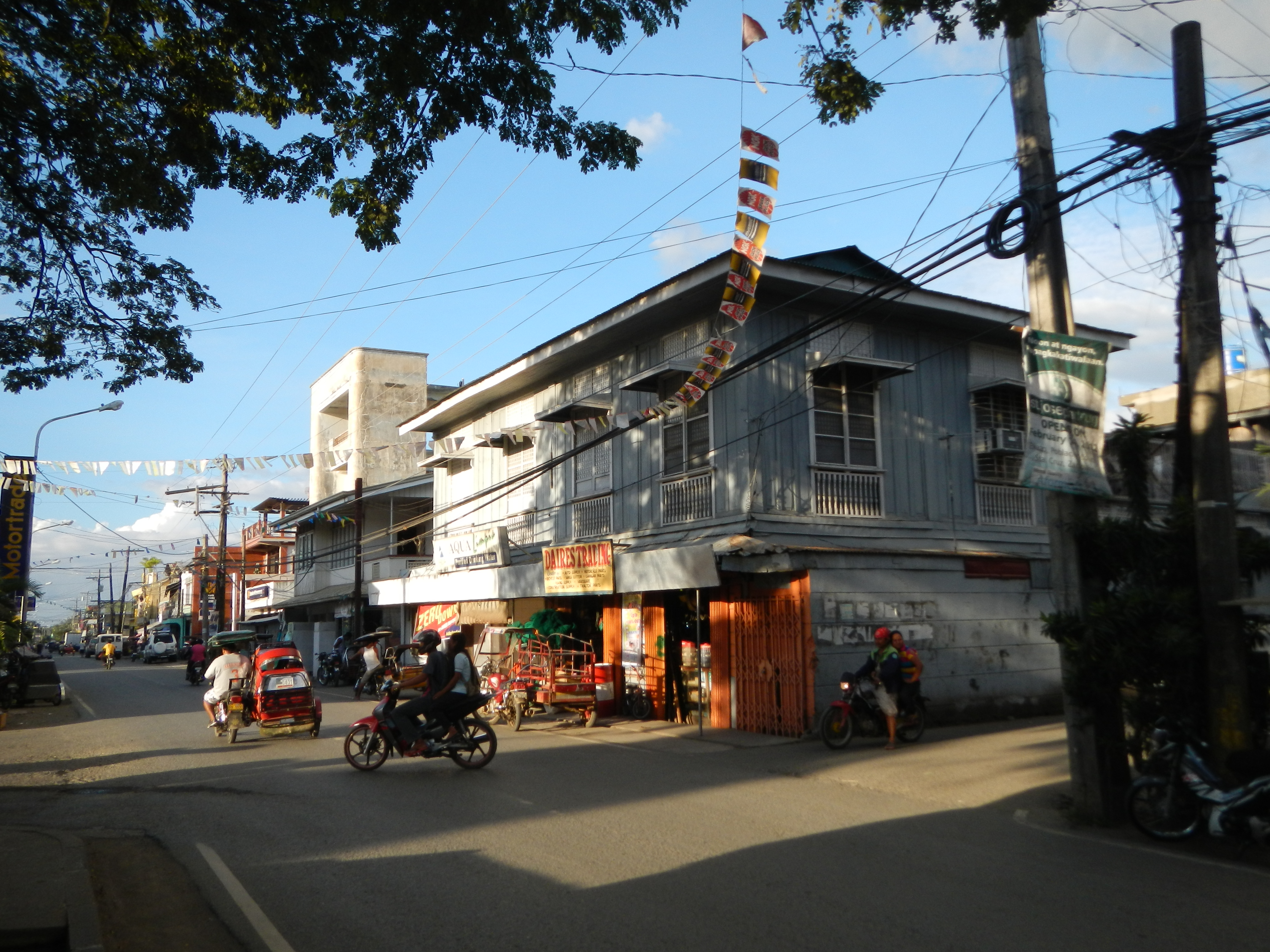
Santa Cruz proprement dite

- Babuyan
- Bangcol
- Bayto
- Biay
- Bolitoc
- Bulawon
- Canaynayan
- Gama
- Guinabon
- Guisguis
- Lipay
- Lomboy
- Longos
- Lucapon North
- Lucapon South
- Malabago
- Naulo
- Pagatpat
- Pamonoran
- Poblacion North
- Poblacion South
- Sabang
- San Fernando
- Tabalong
- Tubotubo North
- Tubotubo South

## Démographie
| Année | Habitants | Évolution |
| ----- | --------- | --------- |
| 1995  | 43 623    | -         |
| 2000  | 49 269    | 12,94 %   |
| 2007  | 52 202    | 5,95 %    |
| 2010  | 53 867    | 3,19 %    |